# Ángel Maturino Reséndiz
Ángel Maturino Reséndiz (né Ángel Leoncio Reyes Recendis le 1er août 1959 dans l'État de Puebla au Mexique et exécuté le 27 juin 2006 au pénitencier de Huntsville au Texas, États-Unis) est un violeur et tueur en série mexicain. Surnommé le « Railroad Killer » (le tueur des voies ferrées), il est condamné à mort au Texas pour le meurtre de Claudia Benton. On lui attribue au moins 17 meurtres.

## Une jeunesse calamiteuse (1959-1986)
Ángel Maturino Reséndiz est né le 1er août 1959 à Izúcar de Matamoros, dans l’État de Puebla, au Mexique, bien que des doutes subsistent sur sa réelle date de naissance. Il mène dès son plus jeune âge une enfance difficile ; sa mère ne s'occupe que peu de lui et confie volontiers son éducation à d'autres membres de la famille dont l'oncle d'Ángel qui l'aurait abusé sexuellement. À douze ans, il commence déjà à fuguer et à errer dans les rues.
Deux ans plus tard, en 1973, il entre sur le territoire américain illégalement et s'installe en Floride. Il est arrêté en 1976 au Texas lors d'un retour du Mexique et écope de deux mois de prison suivis d'une expulsion dans son pays d'origine.
Ángel retourne le mois suivant aux États-Unis et se fait arrêter dans le Mississippi après avoir saccagé une propriété privée. Il est condamné à une peine relativement légère avant d'être à nouveau expulsé. Mais une fois encore, il revient en Floride.
En juillet 1979, il est arrêté à Miami pour avoir volé une voiture et agressé un vieil homme de 88 ans, lequel décédera quelques mois plus tard. Mais lors du procès de mai 1980, l'accusation ne pouvant exclure que la victime soit décédée de mort naturelle, Ángel est condamné à 20 ans de prison, échappant ainsi à la chaise électrique. Six ans plus tard, en août 1985, il est libéré sur parole et expulsé une troisième fois vers le Mexique.
Cela ne dissuade cependant pas le jeune homme de 27 ans de multiplier les tentatives d'intrusion sur le sol américain sous de fausses identités comme il l'avait toujours fait, de préférence en utilisant les chemins de fer.
Car Ángel se rendait aux États-Unis clandestinement en tant que travailleur migrant dans les plantations de tabac du Kentucky, les orangeraies de Californie ou les rizières du Texas. Parfois, il exerçait de petits boulots dans des stations-service. Revenu au Mexique, il arrondissait ses fins de mois en donnant des cours d'anglais à Fray Bartolomé de las Casas, une école religieuse.
Mais le plus lucratif résidait dans la traversée de la frontière pour laquelle il se faisait payer jusqu’à 400 $ par tête pour conduire des clandestins au Texas. Sur le chemin du retour, il n'hésitait pas à voler une voiture neuve afin de la revendre à bon prix au pays.
Ceci explique par conséquent le nombre incalculable de ses arrestations dans divers États entre 1986 et 1996 : faux et usage de faux puis vol de voiture dans le Texas, fraude à la sécurité sociale dans le Missouri, cambriolage au Nouveau-Mexique, port d'arme illégal en Californie, ainsi que de multiples intrusions dans des gares de triage de Georgie, du Kentucky et de Californie. Comme à chaque fois, Ángel est arrêté sous un alias différent, se voit condamné à une peine d'emprisonnement, bénéficie d'une remise de peine, retourne au Mexique puis repasse de nouveau la frontière.
Mais ce que la police et les autorités judiciaires ignoraient, c'est qu'en marge de ces nombreux délits, Ángel avait déjà tué. Au moins trois fois.

## Meurtres en série (26 mars 1986 - 15 juin 1999)
Le 26 mars 1986 au Texas, Reséndiz abattit de plusieurs balles un couple d'afro-américains non-identifiés qui vivait dans la rue. Reséndiz avouera le double meurtre en 2001 mais seul le corps de la jeune femme fut retrouvé trois mois plus tard. Entre-temps, il fut seulement condamné à un an et demi de prison pour avoir revendiqué à tort la citoyenneté américaine.
Expulsé vers le Mexique, Reséndiz revint sur le sol américain peu après puisqu'en 1988, il occupa un poste d'ouvrier intérimaire à Saint-Louis, dans le Missouri. L'année suivante, il écopa de 30 mois de prison pour avoir menti à des agents fédéraux sur une fraude à la sécurité sociale. Il fut de nouveau expulsé en mars 1991.
Le 19 juillet de cette année, le corps de Michael White, 33 ans, fut retrouvé dans le jardin d’une maison abandonnée du centre-ville de San Antonio, au Texas, battu à mort à coups de brique. Reséndiz avouera cet homicide en 2001 sous prétexte que Michael était homosexuel.
Après une longue décennie pendant laquelle il avait séjourné épisodiquement derrière les barreaux pour des délits - et bien que l'on ignore s'il a commis d'autres meurtres lorsqu'il était en liberté - Reséndiz tua à nouveau :
Le 23 mars 1997, le corps sans vie de Jesse Howell, 19 ans, fut découvert gisant à proximité d’une voie ferrée près de Ocala en Floride, battu à mort avec un tuyau de frein en acier. Celui de sa petite amie de 16 ans, Wendy Von Huben, ne sera mis à jour que bien des années plus tard, enterré à une vingtaine de kilomètres, bâillonné avec du ruban adhésif.
Le couple d'adolescent avait fugué de Woodstock, dans l’Illinois, et avait voyagé avec des amis jusqu’en Floride où leur chemin s'était séparé. Les deux jeunes gens étaient ensuite montés à bord d'un wagon à céréales, avec l'espoir de trouver du travail dans une orangeraie. Dans le train, ils avaient rencontré Reséndiz, qui les avaient courtoisement abordés.
Le Mexicain n'avouera son double meurtre qu'en 2000, conduisant les policiers jusqu’à la tombe de Wendy qu'il reconnaîtra avoir violée et étranglée.
En juillet 1997, le cadavre de Roberto Castro, un vagabond de 54 ans, fut retrouvé dans une gare de triage à Colton en Californie, battu à mort. Bien qu'il ne soit pas officiellement inculpé, Reséndiz est à ce jour considéré comme le principal suspect.
Reséndiz récidiva sur un couple de jeunes gens le soir du 29 août, à Lexington. Deux étudiants de l'Université du Kentucky, Christopher Maier, 21 ans, sujet britannique, et sa petite amie Holly K. Dunn, 20 ans, flânaient le long d'une rue longeant la voie ferrée. Agressés par Reséndiz qui s'était dissimulé derrière une armoire électrique, ils furent entravés et bâillonnés sous la menace d'un pic à glace. Christopher fut tué par une lourde pierre que Reséndiz avait lâché au-dessus de sa tête, tandis que Holly fut violée, frappée à violents coups de gourdin et laissée pour morte.
Holly revint rapidement à elle et parvint à se relever. Elle gagna le premier appartement du campus afin d'appeler les secours et dressa une description assez précise de l'agresseur aux autorités : petit, de type hispanique, cheveux gras et frisés, il portait des lunettes et avait un serpent noir tatoué sur son avant-bras gauche. Holly se souvenait également de son accent espagnol ainsi que de sa forte haleine de tabac et d'alcool lorsqu'il était sur elle. Elle accepta d'ailleurs à ce que l'on prélève le sperme de son violeur afin que la police puisse l'identifier. Mais son profil ADN était inconnu.
Au cours de l'année 1998, Reséndiz fut à six reprises arrêté par la Patrouille frontalière des États-Unis, l'USBP, et retourna autant de fois au Mexique. Lorsqu'il parvint à entrer au Texas, ce fut pour pénétrer le 4 octobre au domicile d'une vieille dame de 87 ans, Leafie Mason, qui habitait à Hughes Springs, tout près d'une voie ferrée. Il se jeta sur Leafie avec un fer à repasser trouvé chez elle et la frappa à mort. Une empreinte palmaire trouvera correspondance avec celle de Reséndiz à l'issue de sa cavale meurtrière, en juillet 1999, le contraignant à avouer son crime.
Le 10 décembre à Carl, en Georgie, il tua à nouveau chez elle une octogénaire du nom de Fannie Whitney Byers qui elle aussi vivait à proximité d'une voie de chemin de fer. Reséndiz la tua à grands coups de démonte-pneu. Il reconnaîtra son meurtre en 2000, innocentant ainsi deux cambrioleurs qui avaient été accusés à tort.
Le 17 décembre, à Houston, au Texas, il viola, poignarda et battit à mort Claudia Benton, une neurologue pédiatrique du Baylor College of Medicine après s'être introduit à son domicile situé non loin d'une voie ferrée. La police retrouva la Jeep Cherokee rouge de Claudia à San Antonio ainsi que des empreintes digitales sur la colonne de direction identiques à celles prélevées dans la maison. Cette fois-ci, ils purent mettre le nom de « Rafael Resendez Ramirez » (un des alias de Reséndiz) sur ces empreintes car ce dernier avait un mandat d'arrêt contre lui pour cambriolage.
Le 5 janvier 1999, la police de Houston obtint son dossier et lança un mandat d’arrêt contre lui mais uniquement pour le vol de la Jeep (les preuves concernant le meurtre étant insuffisantes). La Patrouille frontalière des États-Unis fut avertie pour l'arrêter et l'incarcérer au cas où il tenterait à nouveau de passer la frontière.
Dans la nuit du 2 mai, Reséndiz sauta d'un train en marche au niveau de Weimar, une paisible petite ville du Texas, et se glissa dans le presbytère de l’Église Unie du Christ. Le révérend Norman J. Sirnic, 46 ans, et sa femme Karen, 47 ans, furent mortellement frappés avec un marteau. La Mazda rouge du couple fut retrouvée à San Antonio trois semaines plus tard et les empreintes digitales prélevées concordèrent avec celles de la Jeep de Claudia Benton.
Fin mai, les policiers du Kentucky qui enquêtaient sur le meurtre de Christopher Maier et le viol de Holly, furent informés par les fédéraux de l’existence d’un double meurtre proche d’une voie ferrée, celui des époux Sirnic. Les Texas Rangers furent à leur tour sollicités afin de comparer les deux affaires. Pour eux, il y avait de nombreuses similitudes ; grâce aux empreintes qu'ils relevèrent, ils parvinrent à identifier un certain « Rafael Resendez Ramirez ». Ce dernier fut rapidement suspecté d'être impliqué dans l’assassinat de Leafie Mason à Hughes Springs le 2 octobre 1998.
Le 2 juin, l'USBP arrêta Reséndiz près d’El Paso tandis qu’il tentait de traverser illégalement la frontière. Le Service d’immigration et de naturalisation des États-Unis, l'INS, effectua une recherche informatique sur l'individu, vérifiant ses empreintes digitales ainsi que sa photo pour savoir s’il figurait sur une éventuelle liste de personnes recherchées. Mais parce que le système ne l’identifia pas comme fugitif, l’INS le renvoya simplement au Mexique.
Cette erreur informatique eut des conséquences dramatiques ; deux jours plus tard, le 4 juin, à Houston, le corps sans vie de Noemi Dominguez, une institutrice de 26 ans qui avait décidé de reprendre ses études universitaires, fut découvert dans la chambre de son appartement situé lui même près d'une voie ferrée. Tuée à violents coups de pioche, son assassin l’avait également violée. Sa Honda Civic blanche avait disparu.
Le même jour, Reséndiz fit une autre victime, cette fois à Schulenburg, à 160 kilomètres à l’ouest de Houston : Josephine Konvicka, 73 ans, fut sauvagement massacrée avec la même pioche utilisée pour tuer Noemi. La septuagénaire fut retrouvée dans sa ferme, à seulement cinq kilomètres de Weimar où un mois auparavant les époux Sirnic avaient été tués. Incapable de mettre la main sur les clés de la voiture de Josephine, Reséndiz fut contraint de repartir avec celle de Noemi. La Honda Civic de l'étudiante fut découverte une semaine plus tard sur le pont international de Del Rio, au Texas, par des militaires.
La pioche utilisée pour tuer Noemi et Josephine avait été laissée sur le lit de cette dernière. Les empreintes digitales concordèrent une fois encore à celles de « Rafael Resendez Ramirez » .
Le 8 juin, une cellule de recherche spéciale chapeautée par le FBI fut mise en place au niveau national.
Le 15 juin, George Morber, 80 ans, et sa fille Carolyn Frederick, 51 ans, furent retrouvés morts dans un mobil-home à Gorham, Illinois, situé à moins de cent mètres des voies ferrées. Reséndiz avait attaché l'octogénaire à une chaise avec un cordon téléphonique avant de l'abattre d’une décharge de fusil de chasse en pleine tête. Puis il avait violé Carolyn pour ensuite la frapper à mort à grands coups de crosse. Reséndiz était resté sur place pendant cinq heures, se servant dans le réfrigérateur, regardant des photos de famille et lisant le journal. Le shérif du comté de Jackson n'eut donc pas grand peine à prélever ses empreintes digitales.
Le lendemain, un témoin aperçut le van rouge de Carolyn dans la ville de Cairo, Illinois, à une soixantaine de kilomètres au sud de Gorham, conduite par un individu correspondant à la description de « Resendez Ramirez ». Il contacta aussitôt la police, qui retrouva rapidement la camionnette, vide.

## Chasse à l'homme (21 juin - 13 juillet 1999)
Le 21 juin 1999, le FBI plaça le « Railroad Killer » sur sa liste des dix criminels les plus recherchés du pays. Les forces de l’ordre à tous les niveaux et échelons (fédéraux, polices d'État, polices de comtés, polices ferroviaires, etc.) mirent les bouchées doubles pour l'appréhender. Les endroits fréquentés par les immigrés et les vagabonds furent passés au crible (refuges pour sans-abris, centres de transfusion sanguine, soupes populaires, etc.) La police interrogea bon nombre d'entre eux mais elle les relâcha sitôt qu’il s'avérait qu’ils ne correspondaient pas à l'homme qu'elle recherchait. La sécurité des gares de fret fut renforcée et les individus louches qui voyageaient furent systématiquement envoyés dans les prisons locales pour y être identifiés et entendus. Certains trains de marchandises furent même stoppés et fouillés de bord à bord.
Le FBI offrit une récompense de 50 000 $ pour toute information menant à la capture de « Resendez Ramirez », avant de la monter à 125 000 $ dès lors que les municipalités touchées y ajoutaient successivement leur participation. Le visage du fugitif avait été placardé dans tous les postes de police. L'individu était considéré comme « très dangereux et violent ».
Les enquêteurs découvrirent que leur homme était marié à une certaine Julieta Dominguez Reyes, laborantine à la clinique publique de Rodeo au Mexique. Ensemble, ils avaient eu une fille, Liria.
Julieta était très inquiète depuis que son mari avait précipitamment quitté le domicile familial le 10 juin après un coup de fil l’avertissant que la police le recherchait à Puebla. Les fédéraux comprirent qu’elle désirait faire tout son possible pour qu'Ángel se rende. Elle leur confia 93 bijoux que son époux lui avait envoyés ces derniers mois, comprenant qu’ils appartenaient aux victimes. Nombre d'entre eux furent identifiés par les familles.
Les enquêteurs retrouvèrent la demi-sœur de « Resendez Ramirez », Manuela Karkiewicz, grâce à l'émission télévisée « America’s Most Wanted » qui avait été contactée par une tante désireuse de connaître la démarche à suivre pour toucher la récompense. La production leur affirma que celle-ci leur avait signalé que Manuela pouvait détenir des informations sur leur fugitif et qu'elle vivait à Albuquerque au Nouveau-Mexique.
Le FBI échoua à obtenir la coopération de Manuela avant qu'un Texas Ranger, Drew Carter, parvienne à établir une relation de confiance. Méfiante lors de la première rencontre, Manuela le mit finalement en contact avec des membres de la famille afin de convaincre « Resendez Ramirez » de se rendre. Carter promit en échange de la reddition de son demi-frère une sécurité maximale en prison ainsi que des droits de visite réguliers pour elle et sa famille.
Les fédéraux identifièrent le lieu où « Resendez Ramirez » avait fui peu après le meurtre de Morber et de sa fille. Il s'agissait selon toute vraisemblance de la ville mexicaine de Ciudad Juárez, située au pied la frontière avec les États-Unis.
Le 12 juillet 1999, un accord du bureau du procureur du comté de Harris fut transmit à Manuela et à un autre parent qui assurait la liaison entre elle et son demi-frère. À la suite de cela, on apprit le soir même depuis Ciudad Juárez que le fugitif avait décidé de se rendre. Le rendez-vous fut fixé au lendemain à 9 heures du matin sur le pont international d’El Paso reliant la ville texane à sa jumelle mexicaine.
Le mardi 13 juillet, Carter arriva à l’avance avec Manuela, accompagnée d'un religieux qui agirait en tant que « guide spirituel ». « Resendez Ramirez » arriva à bord d’un camion, vêtu d’un jeans sale et chaussé de bottes terreuses. Drew Carter lui serra la main de à sa descente. La chasse à l’homme était terminée et « Resendez Ramirez » fut acheminé vers Houston.
La nouvelle de son arrestation fut accueillie par un immense soulagement dans tout le pays, en particulier chez les proches des victimes.
Après quelques jours d’interrogatoire et de recherche, la véritable identité du « Railroad Killer », Ángel Maturino Reséndiz, fut enfin établie.
Sa reddition souleva bon nombre d'interrogations. Il fut avancé qu'il craignait d'être abattu par des chasseurs de primes ou encore d'être inquiété par la police mexicaine sur des meurtres de femmes commis à Ciudad Juárez et dont les corps avaient été retrouvés près de voies ferrées. Pourtant, l'accord légal du procureur du comté de Harris ne lui promettait en aucun cas d'éviter la peine capitale au cas où il serait déclaré coupable. D'autant que les juridictions où il avait sévi n'avait pas hésité par le passé à envoyer quelques condamnés à la chaise électrique.
Reséndiz fut incarcéré à la prison de sécurité maximale du comté de Harris, surveillé 24 heures sur 24 par des adjoints de sécurité.

## Procès et condamnation (du 8 au 22 mai 2000)
Déclarant que l'opinion publique était « empoisonnée et contre lui », Reséndiz pensait que son sort était déjà fixé face à des jurés qui seraient forcément impactés par la médiatisation de ses crimes. Il refusa par conséquent d’être examiné par un psychiatre (avant de se raviser), d'élaborer une quelconque stratégie de défense avec ses avocats ou même d'être jugé à Houston.
Bien qu'il fût officiellement accusé des meurtres de sept personnes sous réserve d’éventuelles accusations ultérieures, Reséndiz ne fut poursuivi que pour un seul meurtre, celui du Docteur Claudia Benton au Texas en 1998. Plusieurs objets volés dans la maison de la neurologue, ainsi que la colonne de direction de sa Jeep, avaient été récupérés par les enquêteurs. Les empreintes digitales prélevées dans le véhicule le confondaient. Face à ces preuves accablantes pour leur client, ses avocats Allen Tanner et Rudy Duarte plaidèrent coupable mais invoquèrent l'aliénation mentale afin de lui éviter la peine capitale.
Le procès s'ouvrit à Houston le 8 mai 2000 dans une salle comble et se concentra sur la question de savoir si l'accusé était sain d’esprit ou non lors de la perpétration de ses crimes, particulièrement celui de Claudia Benton pour lequel il était jugé.
La défense appela à la barre des proches de Reséndiz. Ceux-ci assurèrent qu'il avait subi plusieurs traumatismes crâniens durant sa jeunesse. Ils témoignèrent également des viols de la part de son oncle chez qui il avait vécu enfant. Un psychiatre médico-légal fit état de son diagnostic ; selon lui, l'accusé était un schizophrène paranoïaque qui ne pouvait distinguer le bien du mal, réalisant ses meurtres dans un état psychotique. Le témoignage d'un confrère de l'accusation vint néanmoins le contredire, affirmant que Reséndiz savait ce qu'il faisait.
Une vingtaine de témoins de l'accusation vinrent déposer lors du procès, notamment Holly Dunn, seule survivante de la série d'agressions, de viols et de meurtres de Reséndiz et dont le compagnon Christopher Maier avait été tué sous ses yeux.
Le procureur Lyn McClellan souligna le caractère prémédité des meurtres de Reséndiz, sa profonde lâcheté ainsi que les preuves matérielles indéniables de sa culpabilité. Les avocats de la défense ne purent qu'exhorter les jurés de ne pas l'envoyer dans le couloir de la mort, leur rappelant qu'il s'était rendu de son propre chef.
Mais le 18 mai 2000, après plusieurs heures de délibération, Ángel Maturino Reséndiz fut déclaré coupable de meurtre avec préméditation. Les plaidoiries de Tanner et Duarte ne changèrent rien à l'affaire. Le 22 mai, leur client fut condamné à mort.

## Exécution (27 juin 2006)
Reséndiz fut transféré au pénitencier de Livingston, au Texas, dans l’attente de son exécution. Il contacta par courrier le bureau du shérif du comté de Marion en Floride pour avouer le double homicide de Howell et Von Huben en mars 1997. Mais ses avocats qui espéraient faire annuler sa condamnation à mort s'opposèrent à ce que les hommes du shérif viennent au Texas l'interroger. Ils négocièrent alors une immunité et Reséndiz indiqua aux policiers l’emplacement exact du corps de Wendy Von Huben.
Toujours en échange d'une immunité, il avoua d'autres crimes dont il n’était pas suspecté, notamment des meurtres commis à la fin des années 1980 et dont les victimes demeuraient non identifiées. Mais il n'était pas exclu qu'il voulait se donner de l'importance en s'en attribuant la paternité. Le véritable nombre des victimes de Ángel Maturino Reséndiz reste donc à ce jour inconnu..
La cour d’appel du Texas puis la Cour Suprême rejetèrent tour à tour les demandes répétées d'annulation de sa condamnation à mort entreprises chaque année par ses avocats. En 2005, l'État mexicain (opposé à la peine de mort) engagea un avocat pour que sa peine soit commuée en emprisonnement à vie. En vain.
Ángel Maturino Reséndiz fut exécuté le 27 juin 2006 au pénitencier de Huntsville, au Texas, par injection létale. L'époux de Claudia Benton, le fils de Josephine Konvicka, le frère de Karen Sirnic, le fils de Carolyn Frederick, ainsi que la mère, le frère et la demi-sœur du condamné étaient présents. Reséndiz fut déclaré mort à 20h05.
Sa fille Liria, agée de 7 ans, avait passé ses dernières heures avec lui.
Les dernières paroles de Reséndiz furent : « Je veux vous demander si c'est dans votre cœur de me pardonner. Vous n'êtes pas obligé. Je sais que j'ai laissé le diable diriger ma vie. Je vous demande simplement de me pardonner et de demander que le Seigneur me pardonne d'avoir permis au diable de me tromper. Je remercie Dieu d'avoir eu de la patience en moi. Je ne mérite pas de te causer de la douleur. Tu ne mérites pas cela. Je mérite ce que je reçois. »